# ガートン・カレッジ
ガートン・カレッジ (英: Girton College) は、1869年創設のケンブリッジ大学を構成するカレッジの１つ。
設立当初は、エミリー・デイヴィスによりイギリスで初めて女性のために作られた全寮制のカレッジであった。当時、女性教育に対する偏見は厳しいものがあり、カレッジは大学の中心地から2マイルほど北、ガートン村の入口に建てられている。
大学側が女性を学生として正式に認知しなかったため、長い間、学位取得権を求めて地道に教育を続けてきた。現在でも、その記念として、その年度の卒業生のみが招かれる正式な卒業記念晩餐会には、ガウンを着ないことになっている。
なお、ガートン・カレッジには、ハーマイオニ（Hermione）という名前の、たびたび家出している（展覧会に出品されている）ミイラがある。
1948年4月27日、ケンブリッジ大学に正式に所属するカレッジとなった。
ヴァージニア・ウルフが著作『三ギニー』のなかで、詳しく述べている女性カレッジの訪問経験は、ガートンをたずねた際のものであり、学生側のウルフの印象はガートン出身の英文学者M.C.ブラッドブルックによるカレッジの歴史に詳しい。
1979年以降は共学となった。

## 著名な卒業生
- ハータ・エアトン：科学者
- サロージュー・ナーイドゥ：詩人・政治家
- ロザムンド・レーマン：小説家
- ジョーン・ロビンソン：経済学者
- マルグレーテ2世：デンマーク女王
- 憲仁親王妃久子（1972-1975年）
- ドラ・ラッセル - バートランド・ラッセルの２度目の妻

### 関連図書
M.C.Bradbrook, That Infidel Place(Chatto and Windus, 1969)